# Fakultet političkih znanosti u Sarajevu
Fakultet političkih znanosti u Sarajevu  je visokoškolska ustanova i članica Sveučilišta u Sarajevu. 

## Povijest
Fakultet političkih znanosti u Sarajevu predstavlja temeljnu obrazovnu instituciju u poučavanju i istraživanju u oblasti društvenih znanosti u Bosni i Hercegovini. Osnovan je 1961. godine nastavljajući funkciju dotadašnje Visoke škole političkih nauka. Predstavlja najstariju ustanovu u Bosni i Hercegovini koja se bavi izučavanjem politologije,novinarstva, socijalnog rada, mirovnih studija i sigurnosti.
U izvođenju nastavnog procesa na sva tri ciklusa studija na Fakultetu političkih znanosti, učestvuje 59 nastavnika i suradnika, od kojih 17 redovnih profesora, 19 izvanrednih profesora, 12 docenata, 10 viših asistenata i 2 asistenta. Na Odsjeku za politologiju na usmjerenju Međunarodni odnosi i diplomatcija dio nastave na prvom ciklusu te cjelokupan nastavni proces na master studiju odvija se na engleskom jeziku. Pored toga, Fakultet u suradnji s devet regionalnih i europskih sveučilišta učestvuje u zajedničkom master programu u političkim znanostima. Statistički podaci pokazuju da od ukupnog broja studenata koji dolaze na Sveučilište u Sarajevu više od polovice kao svoju akademsku destinaciju biraju Fakultet političkih znanosti.
Središte znanstvenoistraživačkog rada je Institut za društvena istraživanja Fakulteta političkih znanosti.

## Ustrojbene cjeline
Od akademske godine, 2005./06., Fakultet djeluje po programu Bolonjskoga procesa (3+2+3). Dodiplomski studij traje tri godine, a po njegovu završetku stječe se naziv prvostupnik/ica (baccalaureus/baccalaurea). Diplomski studij traje dvije godine. Njegovim završetkom stječe se naziv magistar/ magistra struke. Poslijediplomski, doktorski studij traje tri godine.
Na fakultetu djeluju sljedeći odsjeci: 
- Odsjek za politologiju
- Odsjek za sociologija
- Odsjek za komunikologiju
- Odsjek za socijalni rad
- Odsjek za sigurnosne i mirovne studije

Unutar Fakulteta djeluju i sljedeći centri:
- Institut za društvena istraživanja
- Centar za izdavačku djelatnost
- Centar za migracijske studije

## Vanjske poveznice
- Službena stranica[neaktivna poveznica]